# الجزة (قرية الحرجم)

تعديل مصدري - تعديل

الجزة محلة تابعة لقرية قرية الحرجم، التابعة لعزلة جبلة بمديرية جبلة إحدى مديريات محافظة إب في الجمهورية اليمنية، بلغ تعداد سكانها 59 حسب تعداد اليمن لعام 2004.